# Hlubočec
Hlubočec (německy Tiefengrund) je obec v okrese Opava, v kraji Moravskoslezském. Žije zde 576 obyvatel.

## Geografie
Katastrem obce protéká potok Setina. Před obecním úřadem ve středu obce leží bludný balvan, pozůstatek po kontinentálním ledovci. Nejvyšší bod katastru obce je kopec Hůrka (530 m) na SZ, nejnižší údolí potoka Setina 365 m n. m. na JV. Kopec Hůrka je nejvyšší v severovýchodní části vrchoviny Nízký Jeseník. Kdysi na jeho vrcholu stávala dřevěná rozhledna, dnes je tam 70 m vysoká vysílací věž. V údolí Setiny se nachází chatová osada s více než 50 objekty. Obec je vzdálena 14 km severozápadně od Opavy a 25 km východně od Ostravy.
V roce 1985 jižní část obce zasáhlo tornádo (F2-F3). Způsobilo nemalé škody na budovách jižního okraje obce. Mnoho střech i celé stěny budov byly zničeny, mnoho vzrostlých stromů bylo ukrouceno, auta převalena až 20 m od původního místa, jedna osoba byla zraněna (zlomená ruka). Následky by byly bývaly mnohem horší, pokud by tornádo zasáhlo větší část obce.

### Výměra ploch
Lesní půda 500 ha, orná 323 ha, tráva 51 ha, vodní plochy 2,6 ha, zastavěná 11 ha, ostatní 32 ha.

## Historie
První písemná zmínka o obci pochází z roku 1487. Jméno Hlubočec vzniklo pravděpodobně podle zakladatele (původního majitele), pana Hluboteckého, ačkoliv se hovoří i o možnosti, že místo bylo takto nazváno podle své polohy v hlubokých lesích. Asi 1,5 km na JZ, směr Hrabství (Skřipov), místní název Oblesek/Machno stávaly domy se 4 ha polí obklopených lesy. Nejvíce obyvatel měl Hlubočec mezi roky 1900 až 1930 a to více než 750. Od počátku 90. let 20. století, kdy se obec osamostatnila, se celkový stav a vzhled viditelně zlepšil. V obci je nejstarší Hasičský Sbor v Českém Slezsku.

## Hospodářství
Kromě zemědělství a lesního hospodářství se zde těžil kámen (5 větších lomů), dva lomy jsou zatopené a tvoří umělá jezírka (Římanova a Hůlova skála). Na kopcích se využívala síla větru ve větrných mlýnech, v údolí Setiny zase síla vody v Šindelkově a Spodním mlýnu.

## Sport
Pro sportovní vyžití je k dispozici travnaté hřiště (80 x 40 m), asfaltová víceúčelová plocha (tenis, nohejbal atd.). Místní sbor hasičů se pravidelně účastní hasičských soutěží. Světoběžník Vítězslav Dostál pořádá každoročně cyklistický závod.

## Osobnosti
- Vítězslav Dostál (*1959), cyklista a cestovatel; žije zde

## Galerie

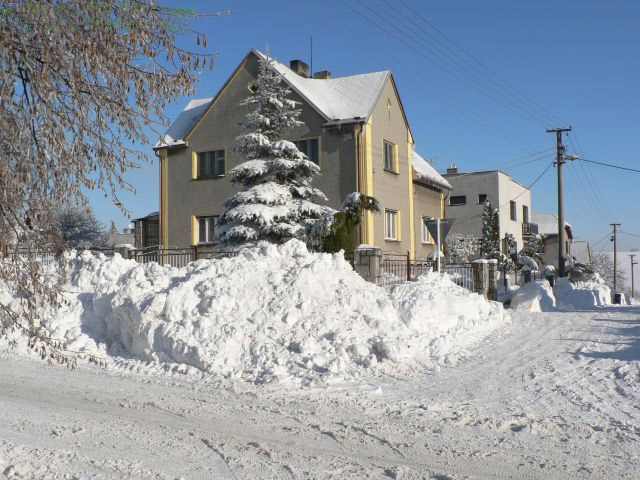
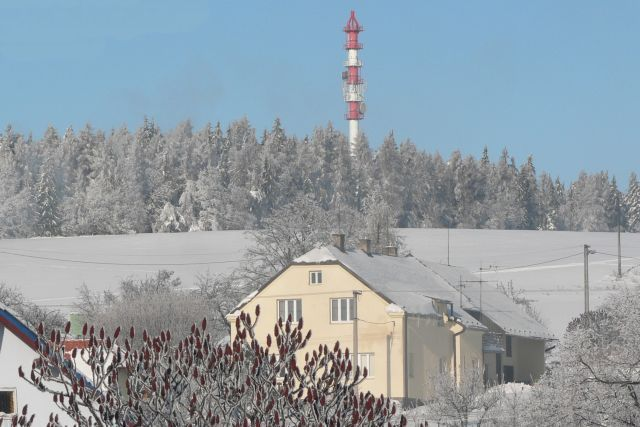
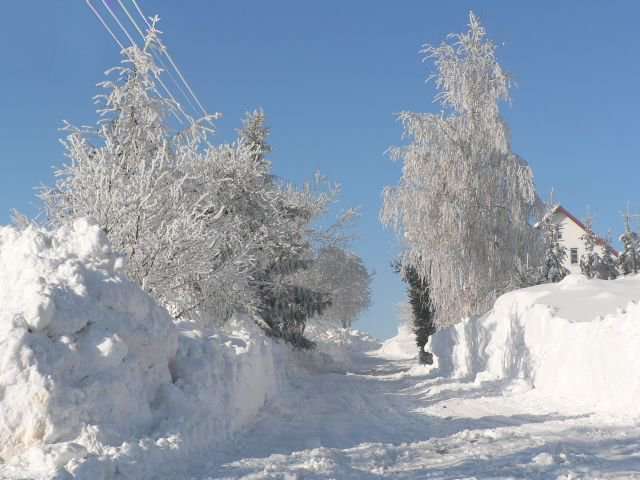